# Trípode (fotografía)

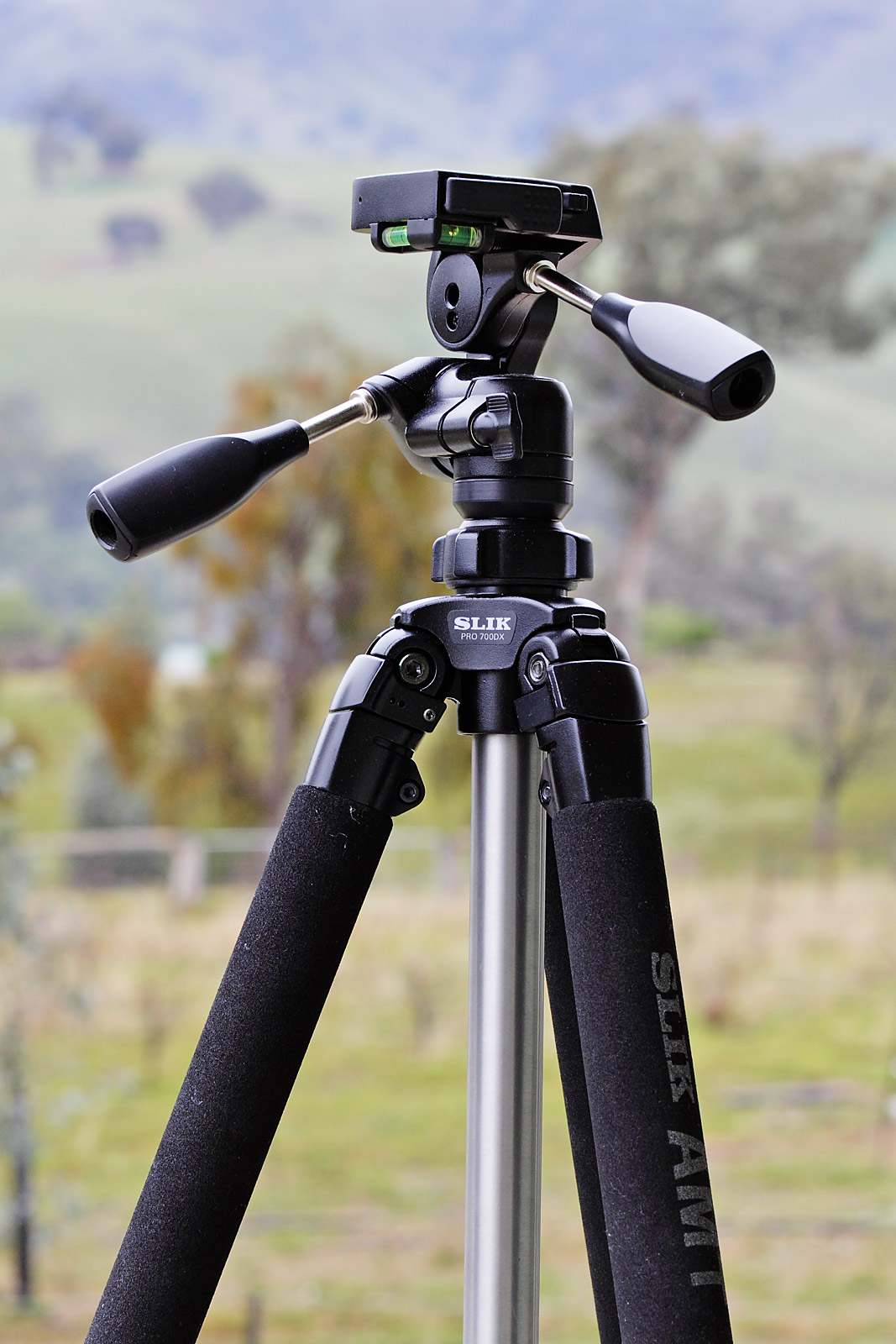
Base para la cámara de un trípode

El trípode es, en fotografía, un elemento muy importante cuando se intenta tomar fotografías de cierta calidad más allá de la instantánea. La función principal de un trípode es evitar el movimiento de la cámara durante la realización de la fotografía.

## Rótula
En la parte superior del trípode está la rótula, la parte móvil a la que se fija la cámara o aparato óptico para encararla e inclinarla en la dirección deseada. En los trabajos de vídeo, la rótula debe permitir dos movimientos fluidos: pan (en sentido horizontal) y tilt (en sentido vertical). Algunos llevan un sistema de zapata extraíble para colocar rápidamente la cámara.
En trabajos de estudio de televisión o cine, los trípodes pueden estar colocados sobre un artefacto con ruedas, lo que les permite el movimiento en el plató. Aunque no está pensado para realizar travellings con estas ruedas, puede ser útil en alguna situación.

## Tipos

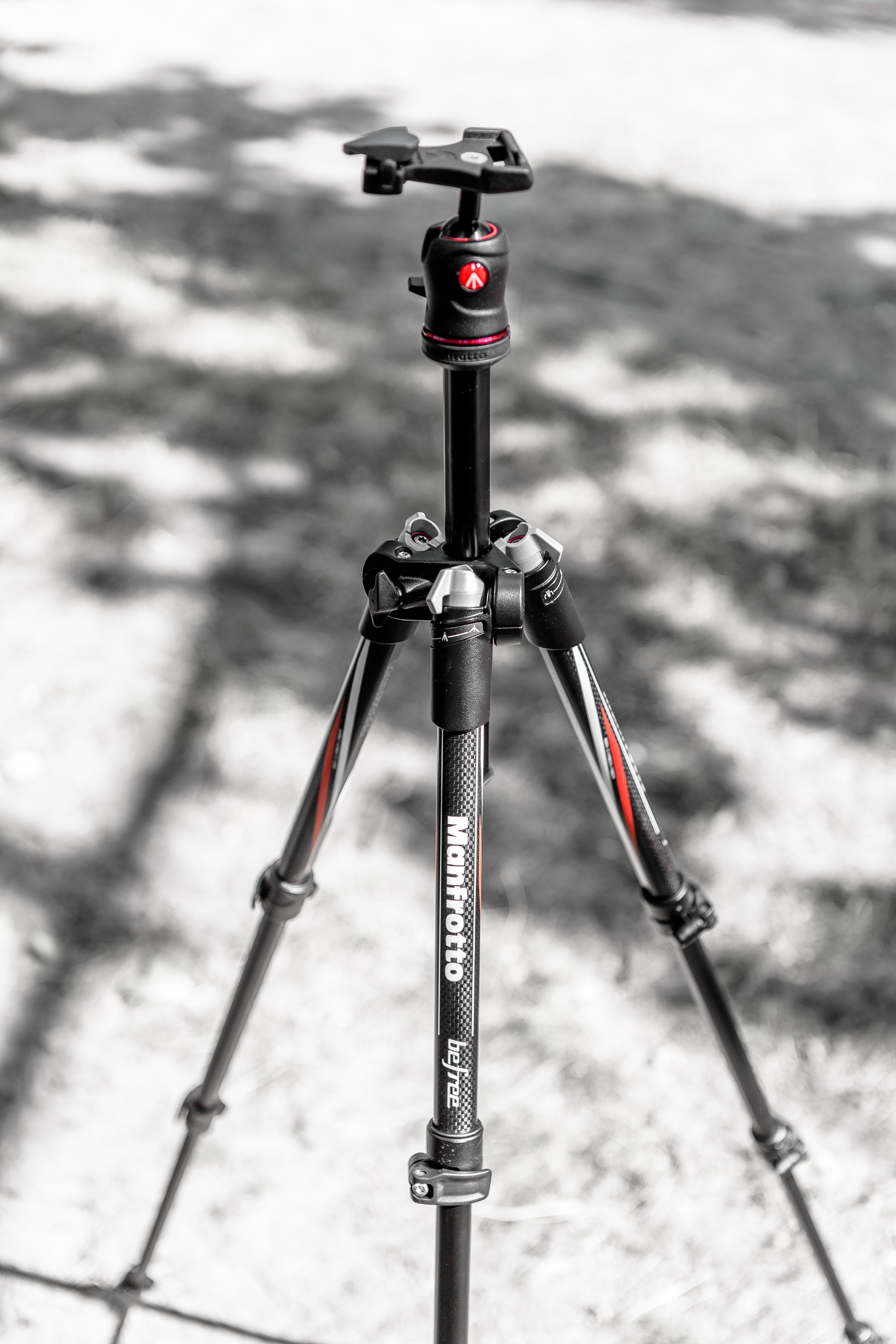
Trípode ligero de Manfrotto

Existen diversas clasificaciones de trípodes en función de los materiales, rótulas, ligereza, etc. En relación con el material los más habituales son hechos de aluminio y suelen ser más económicos. A medida que el material es más resistente y menos pesado como los de fibra de carbono, el precio aumenta. Esto va ligado también, normalmente, a la complejidad de la rótula, aunque algunos no la llevan integrada, puesto que la rótula va ligada a las necesidades de cada operador. Muchos trípodes llevan integrado un indicador de nivel para las patas y la rótula, para calibrar si está colocado recto.
Muchos de los trípodes más caros tienen características adicionales, tales como un palo central reversible por lo que la cámara puede ser montada entre las patas, lo que permite disparos desde posiciones bajas.
Los trípodes de mesa profesionales se utilizan en situaciones donde un trípode estándar podría ocupar o pesar demasiado. Vienen con una rótula sencilla con bola giratoria para realizar los movimientos.

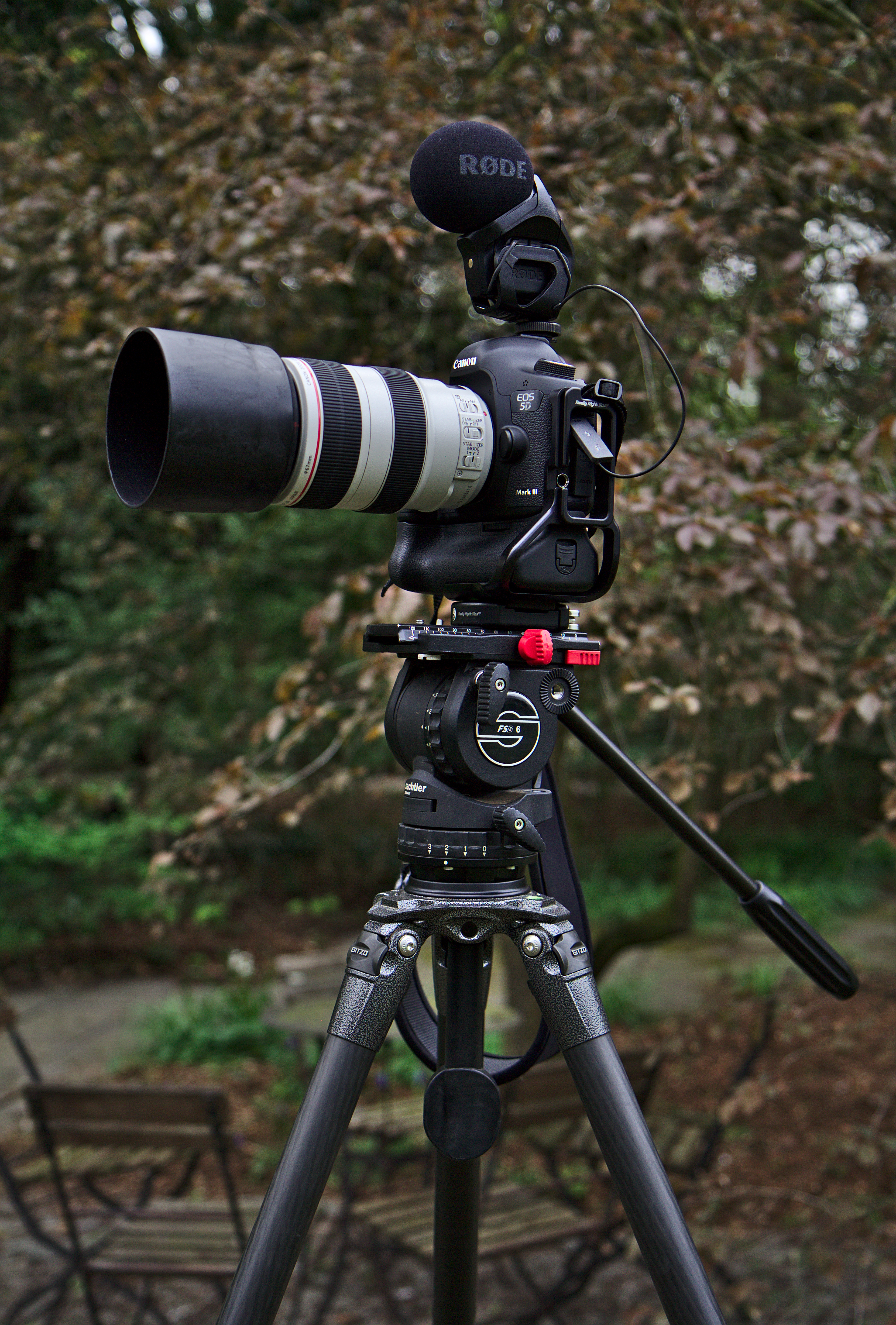
Cámara Canon 5D Mark III preparada para grabar vídeo desde un trípode Gitzo de fibra de carbono

En lugar de un complemento para el trípode algunos operadores de cámara o fotógrafos utilizan un soporte telescópico con una sola pierna, llamado monopié. Éste tiene la ventaja de ser más rápido y sencillo de montar y desmontar. Un monopié requiere que el fotógrafo mantenga la cámara en su sitio, pero ya no debe soportar todo su peso de la cámara.

## Paso de rosca
Siguiendo la norma ISO 1222:2010 el trípode estándar actual tiene una rosca del paso 1/4" -20 UNC3 o 3/8-16 UNC,4 para poder enroscar la cámara. La mayoría de cámaras de gran consumo están equipadas con una rosca 1/4-20 UNC En cambio las cámaras profesionales más grandes y sus objetivos suelen llevar roscas de 3/8-16 UNC, pero aparte también llevan un adaptador extraíble para el paso 1/4-20 UNC, el que les permite un montaje en un trípode estándar.
Históricamente el paso de tuerca estándar para fijar las cámaras antiguas pequeñas en su trípode era el paso 1/4-20 BSW5 y para cámaras grandes 3/8-16 BSW.6. Pero de hecho para su aplicación en fotografía, los perfiles de tuerca BSW y UNC son tan similares que se puede montar una cámara moderna en un trípode antiguo y viceversa.